# Naturmuseum Lüneburg

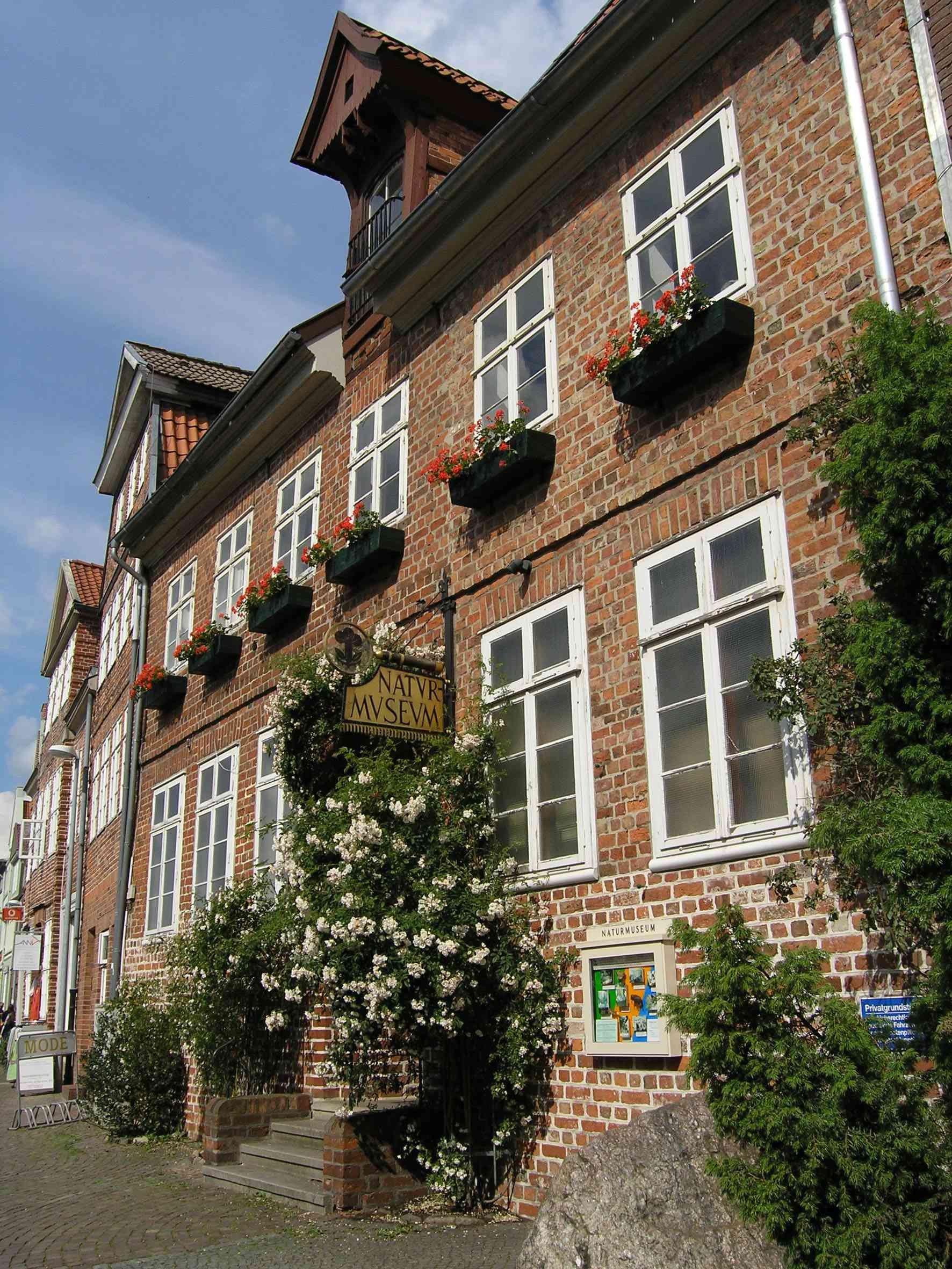
Ansicht Naturmuseum Lüneburg

Das Naturmuseum Lüneburg befand sich von 1990 bis 2010 in der historischen Innenstadt von Lüneburg am Rande des Senkungsgebietes. Den Schwerpunkt der Ausstellungen bildeten die heimischen Lebensräume Wald, Heide, Moor, Flussauen und Stadt sowie die regionale Geologie.

## Trägerschaft und Betrieb
Träger des Naturmuseums war der Naturwissenschaftliche Verein für das Fürstentum Lüneburg von 1851 e.V. Das Museum ist seit 31. Dezember 2010 geschlossen. Ein Teil der Ausstellung wird seit dem 1. März 2015 im Museum Lüneburg mit neuem Konzept präsentiert, gemeinsam mit Objekten des ehemaligen Museums für das Fürstentum Lüneburg und der Stadtarchäologie Lüneburg.

## Aufbau und Ausstellungen
Das Naturmuseum Lüneburg zeigte nicht nur anschaulich gestaltete Ausstellungen, es verstand sich auch als eine ökologisch ausgerichtete Bildungsstätte von regionaler Bedeutung.
Die biologisch-ökologischen Ausstellungen zu den Lebensräumen Wald, Moor, Heide und Stadt – typische Ökosysteme der heimischen Landschaft – waren mit ihren Tieren und Pflanzen so dargestellt, dass die Wechselwirkung zwischen Mensch und Natur verständlich wurde. Deshalb gab es auch Ausstellungsteile, die Einblicke in die kulturgeschichtlichen Epochen der Steinzeit und Bronzezeit gab. Die Bedeutung des Wassers als unverzichtbares Lebenselement wurde in seinen historischen, geologischen und technischen Aspekten präsentiert.
Ferner erfuhr der Besucher Wissenswertes über Geologie, Mineralogie und die Lebenswelt früherer erdgeschichtlicher Epochen. Der Bogen spannte sich von der Entstehung der niedersächsischen Salzstöcke bis zu den letzten Eiszeiten, die unsere Landschaft geprägt haben.
Besondere Berücksichtigung fanden die Auswirkungen der Lüneburger Salzgewinnung, die zu erheblichen Senkungsschäden in der Altstadt geführt haben. Der Museumsbau selbst war ein anschauliches Beispiel dafür, denn die Abbruchkante des Senkungsgebietes führt durch das Haus, weshalb einer der Ausstellungsräume einen schrägen Boden hatte, an dem die Senkung augenfällig zu erkennen war.